# Peter Udsching
Peter Udsching (* 26. März 1948 bei Düsseldorf) ist ein deutscher Jurist und ehemaliger Vorsitzender Richter am Bundessozialgericht.

## Leben
Zwischen 1968 und 1972 studierte Udsching Rechtswissenschaften an der Ruhr-Universität Bochum. 1973 bestand er das erste juristische Staatsexamen und 1976 das zweite juristische Staatsexamen. Nach der juristischen Ausbildung war er drei Jahre  wissenschaftlicher Assistent an der juristischen Fakultät der Georg-August-Universität Göttingen. Er promovierte mit einer Dissertation zum Thema „Versorgung und Unterhalt nach Scheidung“. 
1979 begann er dann seine richterliche Karriere in der Sozialgerichtsbarkeit Niedersachsens am Sozialgericht Hannover. Peter Udsching wurde 1981 bis 1983 als wissenschaftlicher Mitarbeiter an das Bundessozialgericht abgeordnet und 1985 Richter am Landessozialgericht Niedersachsen. 
Zu Beginn des Jahres 1992 wurde Udsching zum Richter am Bundessozialgericht ernannt. Er gehörte zunächst dem 14. Senat an, der für Kassenarztrecht und Erziehungsgeld zuständig war. 1994 wechselte er in den für Krankenversicherung und Pflegeversicherung zuständigen 3. Senat. Am 1. Oktober 2003 wurde er Vorsitzender des für Arbeitsförderungsrecht zuständigen 7. Senats. Nach der erneuten Einrichtung eines 14. Senats im Juli 2007 wurde Udsching Vorsitzender dieses mit der Grundsicherung für Arbeitsuchende befassten Senates. Er war 1994 bis 1998 Vorsitzender des Richterrates und von 1995 bis 2000 Vorsitzender des Vereins der Bundesrichter. Im Mai 2013 trat er in den Ruhestand.
Neben seiner richterlichen Tätigkeit war er 1995 bis 2011 Mitglied des Vorstandes und von Januar 1998 bis Ende 2009 Vorsitzender des Deutschen Sozialrechtsverbandes. Im September 2004 wurde Udsching in die ständige Deputation des Deutschen Juristentages gewählt und war beim 67. Deutschen Juristentag Vorsitzender der Abteilung Arbeits- und Sozialrecht. Beim 68. Juristentag war er stellvertretender Vorsitzender und beim 69. Juristentag 2012 Vorsitzender des Deutschen Juristentages. Er war von November 2006 bis Mai 2009 stellvertretender Vorsitzender des Beirats zur Reform des Pflegebedürftigkeitsbegriffs im Bundesgesundheitsministerium und ist seit März 2012 Mitglied im Expertenbeirat zur Umsetzung des Pflegebedürftigkeitsbegriffs im Bundesministerium für Gesundheit.
Seit Dezember 2022 ist er Vorsitzender der Schiedsstelle gem. § 76 SGB XI für die Freie und Hansestadt Hamburg.
1997 erhielt er einen Lehrauftrag an der Universität Osnabrück zum Sozialrecht und wurde 2001 dort zum Honorarprofessor ernannt. Er ist Bandherausgeber und Mitautor des Hauck/Noftz, SGB IV, und Mitherausgeber des Beck-Online-Kommentars zum gesamten Arbeits- und Sozialrecht. Er ist Mitherausgeber des SGB XI-Kommentars zur Pflegeversicherung, des Handbuchs des sozialgerichtlichen Verfahrens und des Jahrbuchs des Sozialrechts sowie der Zeitschrift Die Sozialgerichtsbarkeit. Zusätzlich veröffentlicht er Beiträge in Fachzeitschriften und Sammelwerken zu Themen des Sozialrechtes.

## Schriften (Auswahl)
- Otto Ernst Krasney, Peter Udsching, Andy Groth: Handbuch des sozialgerichtlichen Verfahrens. Systematische Gesamtdarstellung mit zahlreichen Beispielen und Mustertexten. 7., völlig neu bearbeitete  Auflage. Erich Schmidt Verlag, Berlin 2016, ISBN 978-3-503-17036-4.